# Unión de Mujeres Búlgaras
La Unión de Mujeres Búlgaras (en búlgaro: Български женски съюз, 'Balgarski Zhenski Sayuz' \ 'b & l-gar-ski' zhen-ski s & - 'yuz \), fue una organización en defensa de los derechos de la mujer activa en Bulgaria desde 1901 hasta 1944. 
La organización fue fundada en 1901 por Vela Blagoeva, Ekaterina Karavelova, Anna Karima, Kina Konova, Julia Malinova y Zheni Pateva . La organización era una organización paraguas de las 27 organizaciones locales de mujeres creadas en Bulgaria desde 1878. Fue fundada para luchar contra las limitaciones a la educación de las mujeres y en defensa al acceso a los estudios universitarios en la década de 1890, con el objetivo de promover el desarrollo intelectual y la participación de las mujeres. Organizó diversos congresos nacionales. Su órgano de difusión fue Zhenski glas. Se disolvió tras la llegada del régimen comunista en Bulgaria en 1944. 

## Presidentas
1. 1901-1906: Anna Karima
2. 1908-1910: Julia Malinova
3. 1912-1926: Julia Malinova
4. 1926-1944: Dimitrana Ivanova